# Черкаський державний академічний заслужений український народний хор
Черка́ський держа́вний академічний заслу́жений украї́нський наро́дний хор — музичний колектив України, що існує у Черкаській обласній філармонії.

## Історія
Історія створення Черкаського хору безпосередньо пов'язана з появою 1954 року Черкаської області. Відразу після підписання Указу про створення області, розпочалася практична робота з його реалізації. Для вирішення організаційних питань щодо формування апарату управління та налагодження його роботи до Черкас прибула група працівників ЦК Компартії України на чолі з Б. І. Волтовським, який мав очолити майбутній обком партії і стати першим керівником області. У молодій області одночасно з економічними, розв'язувались і проблеми культурного будівництва. Важливим кроком у формуванні мережі обласних культурно-мистецьких закладів було відкриття у 1955 році обласної філармонії, покликаної стати центром музично-мистецького життя краю і організації концертної діяльності.
З відкриттям обласної філармонії постало питання про створення у її складі професійних мистецьких колективів. Міркування з цього приводу були різні. Дехто вважав, що нещодавно створена область повинна одразу заявити про себе професійним симфонічним оркестром. Інші відстоювали думку про те, що в області з багатими традиціями народного мистецтва варто мати колектив, який за своїм жанровим і тематичним спрямуванням був би ближчим і доступнішим для широких верств населення. Зійшлись на варіанті створення хору з хореографічною групою. Пропозиція про створення на професійному рівні саме українського народного хору знайшла підтримку місцевої інтелігенції. Не викликала заперечень така думка і в обласного та республіканського керівництва. Обговорювалась також і назва хору — бути йому народним чи хором хіміків; хоча другий варіант і звучить дивно, але на той час Черкаси перетворювались на центр хімічної промисловості України.
За усталеною тоді практикою усі важливі рішення приймались спільною постановою бюро обкому партії і облвиконкому. Не стало винятком і рішення щодо створення хору — постанову з цього питання було прийнято 15 лютого 1957 року:
|  | Йдучи на зустріч 40-й річниці Великої Жовтневої соціалістичної революції і враховуючи пропозиції Черкаського міському Компартії України, культурно-освітніх та громадських організацій про створення в обласному центрі Черкаського народного хору, бюро обкому Компартії України і виконком обласної Ради депутатів трудящих постановляють: 1. Створити у лютому-березня 1957 року при обласній філармонії Черкаський народний хор у складі 60 чоловік хорової, хореографічної і музичної груп. 2. Доручити оргкомітету провести до 15 березня конкурсний відбір учасників народного хору. |

1969 року хорові було присвоєно почесне звання — «Заслужений», а 2007 року наказом Міністерства культури і туризму України Черкаському народному хору було присвоєно статус — «Академічний».
За час існування хору його керівниками та головними диригентами були Микола Кущ, Андрій Хмара, Володимир Конощенко, Анатолій Пашкевич (1963–1978), Євген Кухарець, Петро Савчук, Олександр Іванович Стадник, Анатолій Авдієвський (1963–1966), Дяченко Олександр Миколайович (1986-1992), Леонід Трофименко (з 1996 по 2017), Федас Володимир (з 2017).

## Діяльність
За час існування хору, ним були творчо оброблені та виконані багато українських пісень, деякі стали широко відомими саме завдяки Черкаському хору — «Ой у вишневому садочку», «Цвіте терен», «Ой чий то кінь стоїть».
Виступи хору в багатьох містах України, усіх країнах колишнього СРСР, Болгарії та Польщі підтверджують високий рівень артистично-виконавської майстерності. Хор має численні фондові записи на українському радіо та телебаченні.

## Нагороди
1981 року хору присуджено Державну премію України імені Тараса Шевченка. За свою історію хор став лауреатом IV Всесвітнього фестивалю молоді й студентів у Москві, лауреатом XII Міжнародного фестивалю в Болгарії.
За творчу працю художнім керівникам та солістам хору були присвоєні звання:
- Народний артист України — Анатолієві Авдієвському, Анатолієві Пашкевичу, Євгенові Кухарецеві, Ользі Павловській, Раїсі Кириченко, Анатолієві Маняченкові, Валентинові Пивоварову, Василеві Бокачу;
- Заслужений артист України — Євгенії Крикун, Вікторові Гнилоквасу, Петрові Савчуку, Л.Бушмакіну, Олександру Стадникові, Володимирові Захарову, М.Авдієвській, Г.Норець, В.Головченкові, Михайлу Тихоненкові, Є.Березі, В.Швиденко, П.Неборському, В.Конощенко, О.Сукоренкові, І.Черіленко, І.Семененко, В.Мокренко, А.Кліщу, М.Кириченко, М.Довгалеві, В.Кононцевій, В.Мерзленко;
- Заслужений працівник культури — Б.Берлінському, Л.Ковалеві, В.Луценко, Г.Добжанському, І.Супрунові, В.Матющенку, М.Плашкевичеві, Антанасові Петраускасу.